# Pobieranie plików
Pobieranie plików (ang. download, potocznie ściąganie) – proces przeciwny do wysyłania danych (ang. upload), polegający na pobieraniu plików lub innych danych z sieci (m.in. serwera, witryn WWW, klientów FTP, klientów P2P oraz P2M). Słowo upowszechniło się również jako nazwa działu lub miejsca na stronie internetowej zawierającej pliki udostępnione do pobrania.